# 세계경찰태권도연맹
세계경찰태권도연맹은 고유한 한국문화의 소산인 태권도의 보급 발전과 세계 각국 경찰의 인화단결 및 경찰 태권도의 세계화를 도모하고, “빠르게, 강하게, 정확하게”를 경기의 이상으로 추구하여 한국경찰의 우수성을 알리고 스포츠 외교의 기틀을 마련하기 위하여 2009년 4월 28일 설립된 대한민국 문화체육관광부 소관의 2010-18호로 허가받은 사단법인이다. 사무실은 서울특별시 강남구  언주로640 (임피리얼 팰리스 서울5층)에 있다.

## 주요 사업
- 세계 경찰 태권도 선수권대회 및 체포술 경연대회 등 개최
- 경찰 국제심판 및 국제경기지도자. 경찰태권도사범육성 등 강습회 개최
- 세계 경찰들의 업무에 사용될 범인 체포및 연행술. 호신술. 시위진압방법 등의 기술보급과 발전을 위한 연구
- 경찰 태권도 사범 해외 파견및 인력창출 및 대한민국의 국위선양을 알리기 위한 제반행사(세미나, 시범 등)
- 관련 간행물 발간